# Elephant Butte Reservoir
Das Elephant Butte Reservoir ist ein Stausee am Rio Grande in New Mexico (Vereinigte Staaten). Er liegt nordöstlich der Stadt Truth or Consequences. Am Damm liegt die Ortschaft Elephant Butte.
Der Damm wurde ab 1911 erbaut und der See in den Jahren 1915/16 befüllt.
2011 wurden See und Umgebung nach Überresten von Opfern des mordverdächtigen Sexualverbrechers David Parker Ray durchsucht.